# St. Paul (Heidelberg)

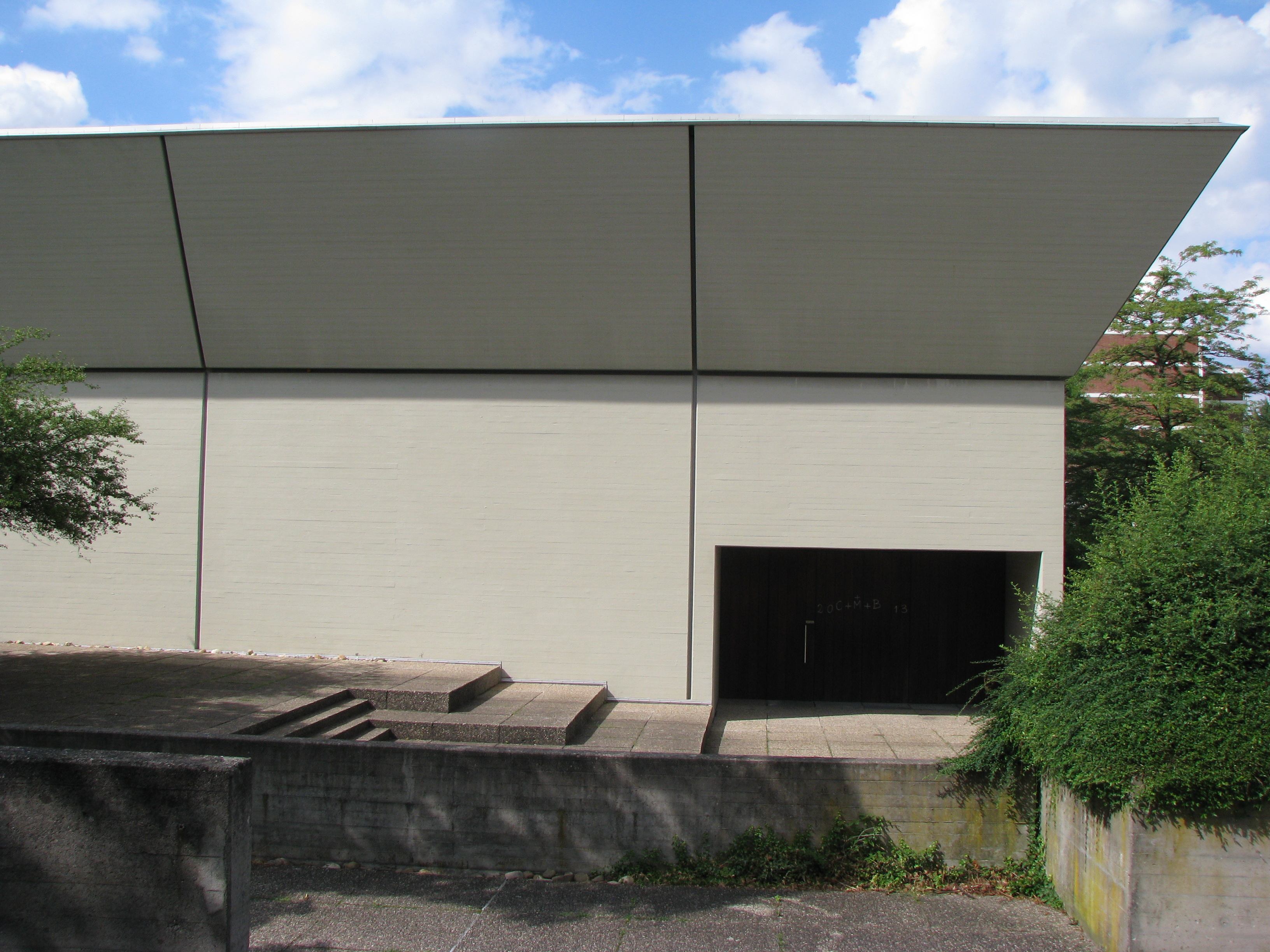
St. Paul von Süden

Die Kirche St. Paul im Heidelberger Stadtteil Boxberg wurde von 1970 bis 1972 als römisch-katholische Pfarrkirche für die beiden südlichen Bergstadtteile Heidelbergs Boxberg und Emmertsgrund erbaut. Die Kirche steht unter Denkmalschutz.

## Geschichte
Am 1. Advent 1964 fand der erste Gottesdienst im provisorischen Schulpavillon der seit 1962 besiedelten neuen Waldparksiedlung Boxberg statt. Die Katholiken gehörten noch zur Pfarrgemeinde St. Johannes in Heidelberg-Rohrbach, bevor die Kuratie St. Paul am 30. Mai 1967 als eigenständige Pfarrei errichtet wurde. Zunächst als Pfarrkurat prägte Rudolf Farrenkopf für fast vier Jahrzehnte als Pfarrer die entstehende junge Kirchengemeinde auf dem Berg (bis 30. April 2004). 
Der Architekt Lothar Götz wurde mit dem Bau eines Gemeindezentrums mit eigener Kirche im Stadtteil beauftragt. Baubeginn war am 10. Oktober 1965; im November 1970 wurde als dritter und letzter Bauabschnitt der Bau der Kirche begonnen. Der Freiburger Erzbischof Hermann Schäufele vollzog am 28. Mai 1972 die Weihe der neuen Kirche. Im Hauptaltar befinden sich Reliquien des Hl. Urbicus und der Hl. Virginia. 
Wie bei vielen Bauten jener Zeit litt im Laufe der Jahre der Sichtbeton erheblich unter Witterungs- und Umwelteinflüssen, so dass im Jahre 1992 die Kirche und die übrigen Gebäude erstmals grundlegend saniert werden mussten. Die Kirche erhielt abschließend einen schützenden Anstrich, unter dem die ursprünglich prägnante Struktur der Holzschalung verloren ging. In diesem Zusammenhang wurde die Kirche dann nach mehr als zwei Jahrzehnten im Rufe des Halleluja-Bunkers vom Boxberg auch von außen deutlich als christlicher Sakralbau markiert, indem an der Nordwestecke ein großes, schlichtes Holzkreuz angebracht wurde.
Die Pfarrei St. Paul gehört seit 2005 mit den Pfarrgemeinden St. Johannes (Rohrbach) und St. Peter (Kirchheim) zur Seelsorgeeinheit Heidelberg-Süd.

## Architektur und Beschreibung
Das Kirchengebäude von St. Paul ist ein turmloser, quaderförmiger fensterloser Bau aus Sichtbeton in der strengen Formensprache des sogenannten Brutalismus. Die völlig geschlossenen Wände und die ungewöhnlich weit nach außen gekippten Attikaplatten des Dachkranzes haben den Zweck, den Raum gegen den Straßenlärm abzuschirmen. Die Belichtung erfolgt ausschließlich von oben über die Fenster eines Sheddaches, das hinter dem abgewinkelten Dachkranz liegt.
Die fensterlosen Sichtbetonplatten der Kirche werden durch tiefe, senkrechte Nuten in gleichmäßige Abstände gegliedert, die sich in den nach außen geneigten Dachelementen fortsetzen. Dieses nach oben scheinbar offene Dach überragt alle anderen Gebäudeteile und gibt der Kirche die ungewohnte, aber unverwechselbare und signifikante (Trichter)Form.
Das Kirchengebäude ist die Dominante eines Ensembles aus Pfarrhaus mit mehreren Appartements, Jugendräumen und Gemeindesaal mit dem darunterliegenden Kindergarten. Es wurde U-förmig um einen aus drei Ebenen bestehenden und nach Osten zur Straße hin offenen Platz auf einem gegen Westen abfallenden Hanggelände errichtet. Das von dem Architekten Le Corbusier entworfene französische Kloster Sainte-Marie de la Tourette kann hier als Vorbild bezeichnet werden.
Die Anordnung der Baukörper – im Norden die Kirche, im Westen Pfarrhaus und Jugendräume, im Süden Gemeindesaal und Kindergarten – lässt einen zentralen Hof entstehen, von dem aus alle Gebäude erschlossen werden und der gleichzeitig Versammlungsort für die Gemeinde und auf der untersten Ebene Vorraum zur Kirche ist. Zwei große überdachte Terrassen auf der obersten Ebene gewähren nach Westen und Süden einen weiten Blick in die Rheinebene.
Der Zugang zum Pfarrhaus und den Wohnungen, der Sakristei, dem Gemeindesaal und den Jugendräumen erfolgt auf der obersten Ebene von diesem Hof aus; der Eingang zur Kirche liegt auf der untersten Ebene. Eine Ausnahme ist der Kindergarten, dessen Zugang von Süden unterhalb des Gemeindesaals über einen eigenen Fußweg erfolgt. Der südliche Gebäuderiegel ist aufgrund der Raumhöhe des Gemeindesaals höher als der westliche mit Jugendräumen und Pfarrhaus.
Die zwei- bzw. dreigeschossigen Fassaden zur Süd- und Westseite hin werden vertikal durch gebäudehohe, tragende Sichtbetonelemente im Rhythmus der Wände im Innern gegliedert und horizontal von durchgängigen Balkongalerien aus rohem Beton geschnitten. Diese Galerien sind raumhohen, in massiven, schwarzen Holzrahmen fest verglasten Fenstern vorgelagert und von jedem Raum aus zugänglich. Die Belüftung der Räume erfolgt durch verschließbare Lüftungsschlitze. Ein weiteres markantes Gestaltungselement ist auch hier die Attika, der umlaufende Dachkranz aus Sichtbetonplatten, der die einzelnen Baukörper nach oben abschließt und gleichzeitig deren funktionale Eigenständigkeit markiert.
Die dem Innenhof zugewandten Seiten haben eine geschlossene, nur durch die jeweiligen Eingänge unterbrochene Wandverkleidung aus senkrechten Aluminiumpaneelen. Alle Balkon- und Eingangstüren sind raumhohe, massive Holztüren, die neben dem Glas der Fensterflächen, dem Aluminium und dem Sichtbeton eine eigene Gestaltungskraft haben.
Das Gemeindezentrum von St. Paul, insbesondere der signifikante Baukörper der Kirche, dessen äußere Form bei genauem Betrachten sowohl an ein offenes Gefäß, als auch an die frühchristliche Orantenhaltung denken lässt, ist gebauter Raum zur Sammlung der Gemeinde. Die Architektur der Anlage zeigt sich als konsequente bauliche Umsetzung der theologischen Überlegungen und formalen Forderungen der Liturgischen Bewegung um den Theologen und Priester Romano Guardini und den Architekten Rudolf Schwarz, die wenige Jahre zuvor erst in den lehramtlichen Texten des Zweiten Vatikanischen Konzils (Oktober 1962 – Dezember 1965) über die Kirche und die Liturgie ihren Niederschlag gefunden haben.
St. Paul hat keinen Glockenturm, da die Kosten beim Bau der Kirche zu hoch erschienen und der Klang von Glocken aufgrund der Hanglage auch nur in einem kleinen Teil des Pfarrgebietes hörbar gewesen wäre.

## Kirchenraum

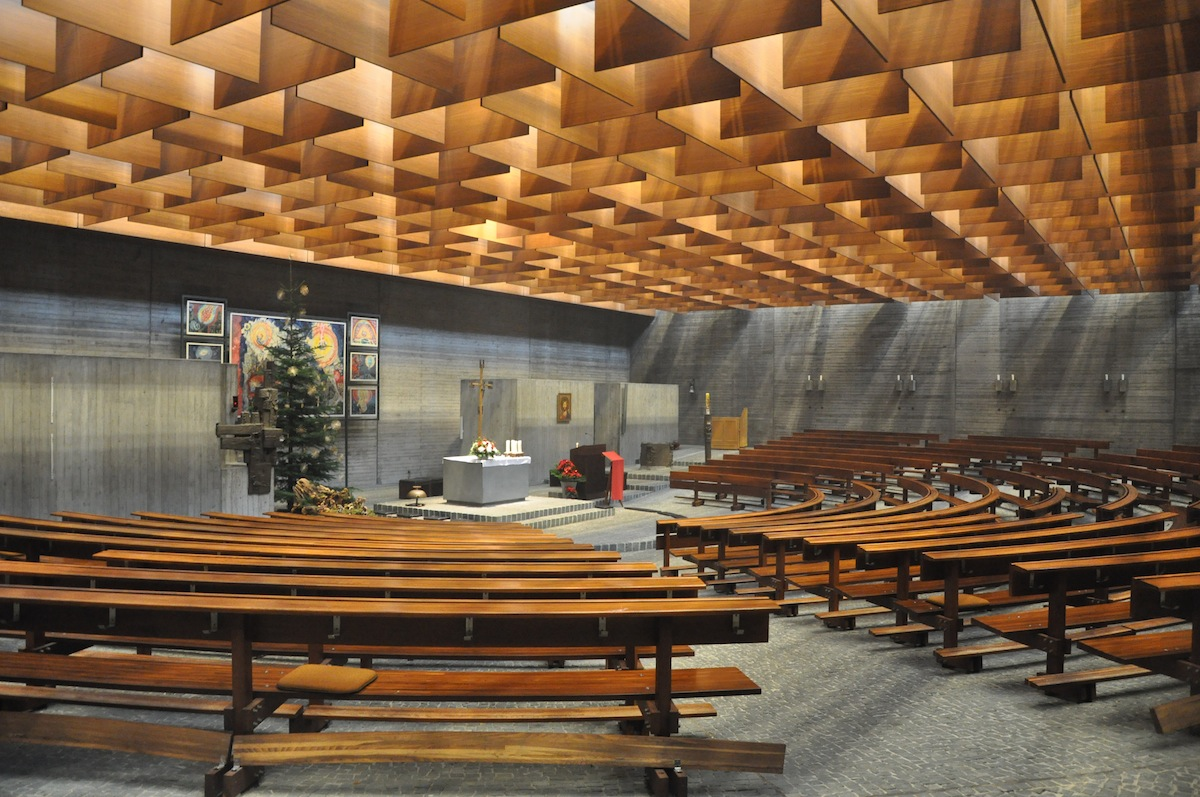
Innenansicht

Der tief ins Gebäude gelegte Zugang zur Kirche liegt auf deren Südseite und kann nur über den genannten Innenhof erreicht werden. Der Fußboden im Inneren besteht aus Melaphyr-Straßenpflaster. Wer die Kirche betreten will, muss einen Weg zurücklegen und dabei mehrmals die Richtung bzw. die Ebenen wechseln. Nach dem Durchschreiten des Portals setzt sich der „Weg in die Kirche“ – analog zur Theologie des Katechumenats – zunächst mit dem Gang durch eine dämmerige Vorhalle und einer an deren Ende abermals notwendigen „Wende um 90°“ fort, ehe sich der eigentliche Gottesdienstraum mit dem tieferliegenden Altar als Zentrum hell und großzügig eröffnet. An diesem „Wendepunkt“ müsste folgerichtig das Taufbecken stehen. Damit eine bessere Anteilnahme der Gottesdienst-Gemeinde bei der Taufe ermöglicht werden kann, ist dieser rechts vom Altarbereich im Verbund mit den Beichtkammern verortet. Um an dieser Stelle dennoch einen Wendepunkt zu markieren, steht hier das Weihwasserbecken, mit dessen Wasser eintretende Gläubige im Kreuzzeichen die eigene Taufe vergegenwärtigen können.
Der Gottesdienstraum zeigt sich als rechteckige, stützenfreie und fensterlose Halle, die indirektes Licht von oben erhält. Senkrecht abgehängte, großformatige Holztafeln aus Afrormosiaholz bilden ein Deckenraster, welches das einfallende, sowohl natürliche, als auch künstliche Licht unabhängig von der Tageszeit gleichmäßig über den gesamten Raum verteilt und den direkten Einblick in die Dachkonstruktion abschirmt. Ebenfalls aus Afrormosiaholz sind die neun gerundeten Bankreihen und das Orgelgehäuse, Ambo, Kredenz, Sedilien und der Altartisch in der Werktagskirche. 
Das Straßenpflaster durchzieht den kompletten Innenraum und deutet so den gottesdienstlichen Raum als Forum und als Straße für das Volk Gottes auf dem Weg. Orgel und Chor haben ihren Platz auf der Ebene der Gemeinde.
Der gepflasterte Boden senkt sich leicht amphitheatralisch zum klar bezeichneten, aber schrankenlosen Altarbereich hin ab. Die Verwendung weniger Materialien (Beton, Naturstein und Holz) und die strenge Beschränkung auf klare, eindeutige Formen sollen den Blick für das Wesentliche schärfen und die Konzentration auf das Geschehen am Altar unterstützen, der als massiver Quader aus demselben Fels gehauen ist wie das Bodenpflaster. Alle Seiten des Altares sind im Unterschied zu den grob gehauenen Pflastersteinen glatt geschliffen. Er steht auf einer zweistufigen Altarinsel frei vor der südlichen Längswand, um ihn herum sind die 500 Personen fassenden Bankreihen im Halbkreis ansteigend so angeordnet, dass die Gemeinde im „offenen Ring“ um den Altar gefasst wird (der Architekt Rudolf Schwarz entwickelte den Gedanken des offenen Rings ab den frühen 1930er Jahren wegweisend für den modernen Kirchenbau des 20. Jahrhunderts: „... die Gemeinde, die ja des Herren Leib ist, schließt sich niemals zum Ring, sie kann es nicht tun, weil der Mensch ein Geschöpf ist, das niemals in sich bleibt, ein gerichtetes und geöffnetes Wesen. [...] Wir halten für die angemessene Form, in der eine betende Gemeinde vor den Herrn tritt, weder den Ring, da sie in diesem gefangen bleibt, noch die Trennung des Mittelalters, da ihr Gott fern ist, sondern den „offenen Ring“. Das ist eine Form, bei der die Gemeinde den Altar wahrhaft umsteht und in diesem wahrhaft ihre Mitte findet. Aber sie umsteht ihn nur an drei von seinen vier Seiten und die vierte Seite bleibt offen. Die Blicke sammeln sich auf dem Altar, aber sie gehen durch diesen hindurch und über diesen hinaus“.)

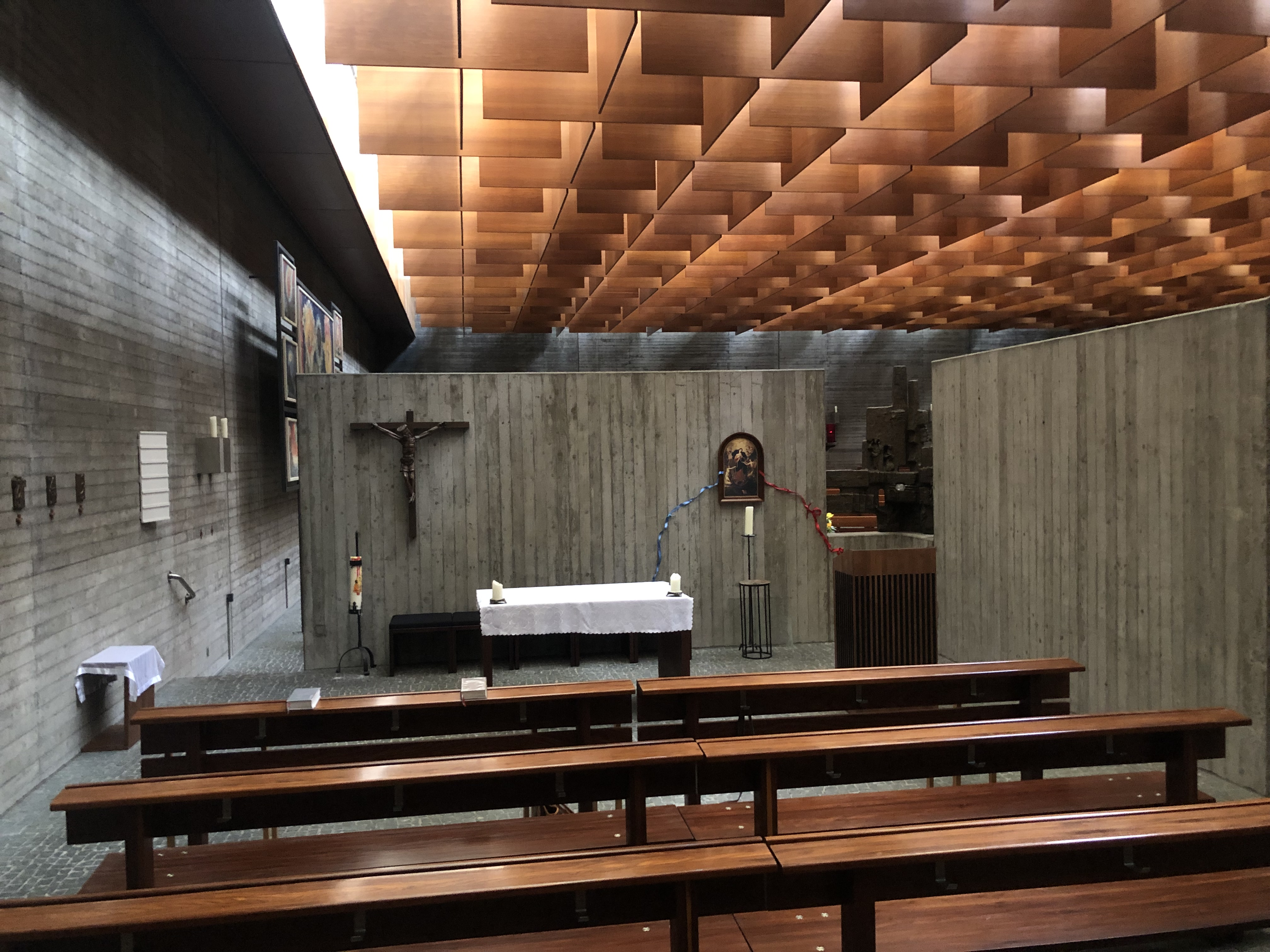
„Werktagskirche“

Links vom Altar ist der Tabernakel aus Bronze zu sehen, der wie ein überdimensioniertes, kreuzförmiges Scharnier zwei halbhohe Wandscheiben im rechten Winkel zusammenzuhalten scheint, im Schnittpunkt weist ein großer Bergkristall auf das Allerheiligste an dieser Stelle hin.
Diese Wandscheiben trennen einen Teil des Kirchenraumes für eine kleine Gottesdienstgemeinde am Werktag ab. Diese sogenannte Werktagskirche, die auch von der Vorhalle aus direkt zugänglich ist, bietet Platz für 40 Personen und außerhalb der Gottesdienstzeiten einen intimen Rahmen für das persönliche Gebet. Betritt man diesen Raum von der Vorhalle aus, fällt der Blick auf ein schlichtes Holzkreuz mit der spätmittelalterlichen Figur des Gekreuzigten aus einer unbekannten spanischen Werkstatt, das links hinter dem einfachen Altartisch an der Wand hängt. In der Ecke rechts ist – einem Eckstein gleich – die Rückseite des von beiden Seiten aus zugänglichen und auch hier mit einem Bergkristall versehenen Tabernakels zu sehen. Das Werk von Josef Henger aus Ravensburg wurde im Advent 1975 seiner Bestimmung übergeben. Im hinteren Bereich der Werktagskirche steht, erhöht auf einem hölzernen Podest, eine Madonna mit Kind, ein Werk in gotischer Manier von Josef Rifesser.
Im Hauptraum ist rechts vom Altar der Ambo aus Holz, als Ort der Verkündigung des Wortes Gottes durch eine Stufe hervorgehoben; rechts hinter dem Altar befinden sich die Sedilien.
Beichte und Taufe haben ihren Ort rechts vom Altarbereich, wobei die beiden Beichtkammern als Betonkuben frei im Raum vor der südlichen Längswand stehen und den Zugang zur Sakristei verdecken. In der vertikalen Sichtbetonschalung und ihrem Höhen- und Längenmaß entsprechen sie den Wandscheiben der Werktagskirche. Unmittelbar vor den Beichträumen ist der Ort für die Taufe. Dem Standort der Kirche geschuldet und dem biblischen Bild des „lebendigen Wassers“ entsprechend (der Boxberg ist reich an Wasserquellen), wurde das Taufbecken als richtiger Brunnen mit aus vier Öffnungen sprudelndem Wasser ausgeführt. Es war jedoch nicht möglich, den Taufbrunnen tatsächlich an eine der Quellen anzuschließen.
Außerhalb der österlichen Festzeit ist neben dem Taufbrunnen auch der Standort für den Osterleuchter. Taufbrunnen, Osterleuchter und das freistehende Altar- und gleichzeitige Vortragekreuz sind ebenfalls Werke von Josef Henger aus Ravensburg.
Das große Altarbild ist ein Werk von Valentin Peter Feuerstein, das in einem mehrjährigen Schaffensprozess in Ölfarben auf Leinwand gemalt wurde. Am 21. Juni 1987 wurde es der Gemeinde übergeben. Es steht nach Art eines Retabels frei vor der südlichen Wand hinter dem Altar. Je drei kleinere Bilder rechts und links und das große Bild in der Mitte illustrieren in kräftigen Farben den Bund Gottes mit dem Menschen in Szenen des Alten und des Neuen Testaments, Zentrum des großen Bildes ist das geöffnete Herz (Christi) als Symbol der Barmherzigkeit Gottes, die den Menschen auf seinem Weg durch die Zeit begleitet.
Der Kreuzweg entlang der nördlichen Wand und die großformatigen Bilder mit Darstellungen der Gemeindepatrone Paulus, Hedwig von Andechs und Thomas More an der Stirnwand der Vorhalle wurden 1994–1996 bzw. 2002 gemeinsam von Teresa Wierusz und Barbara Dega-Komitowska als Tafelbilder geschaffen.

## Orgel

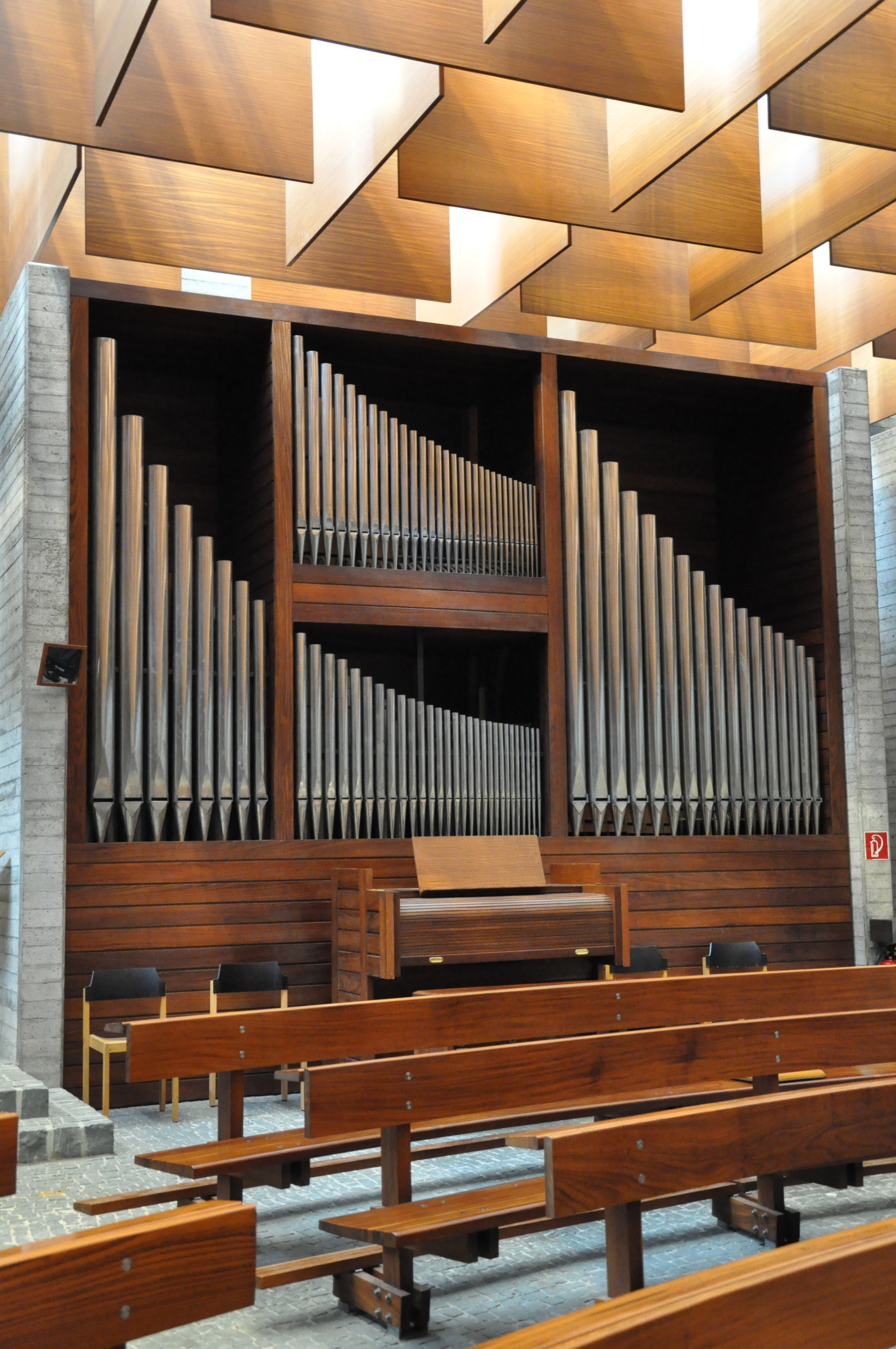
Schwarz-Orgel

Die durch den Verzicht auf einen Glockenturm freigewordenen finanziellen Mittel wurden 1973 in eine zweimanualige Orgel der Firma Wilhelm Schwarz & Sohn, Inh. E. Pfaff investiert. Das Instrument besitzt 25 klingende Register mit 1826 Pfeifen. Die Disposition ist neobarock angelegt.
Die Orgel wurde von Dezember 2012 bis Pfingsten 2013 durch die Firma Lenter aus Sachsenheim generalüberholt, gereinigt und neu intoniert. Die Gesamtkosten hierfür beliefen sich auf etwa 70.000 Euro, davon hatte die Pfarrgemeinde etwa 58.000 Euro selbst aufzubringen. Ein Teil der Kosten wurde durch Patenschaften für Orgelpfeifen erwirtschaftet werden.
| I Hauptwerk |                       |       |
| 1.          | Principal             | 8′    |
| 2.          | Rohrgedeckt           | 8′    |
| 3.          | Oktave                | 4′    |
| 4.          | Sesquialter II (ab g) |       |
| 5.          | Superoctave           | 2′    |
| 6.          | Mixtur IV             | 1 ⁄3′ |
| 7.          | Zimbel III            | 2⁄3′  |
| 8.          | Dulcian               | 16′   |
| 9.          | Trompete              | 8′    |
|             | Tremulant             |       |

| II Oberwerk |             |       |
| 10.         | Gedeckt     | 8′    |
| 11.         | Quintade    | 8′    |
| 12.         | Prinzipal   | 4′    |
| 13.         | Rohrflöte   | 4′    |
| 14.         | Nasat       | 2 ⁄3′ |
| 15.         | Hohlflöte   | 2′    |
| 16.         | Obertöne II |       |
| 17.         | Scharff IV  |       |
| 18.         | Cromorne    | 8′    |

| Pedalwerk |             |        |
| 19.       | Subbass     | 16′    |
| 20.       | Octavbass   | 8′     |
| 21.       | Gemshorn    | 8′     |
| 22.       | Oktave      | 4′     |
| 23.       | Basszink II | 5 1⁄3′ |
| 24.       | Mixtur II   |        |
| 25.       | Fagott      | 16′    |

## Pfarrer und Seelsorger
- vor 1966: Alwin Schneider
- 15. Jan. 1966 – 30. Apr. 2004: Pfarrer Rudolf Farrenkopf (1929–2007), erster Pfarrer
- 1. Mai 2004 – 30. Sept. 2004: Pfarradministrator Klaus von Zedtwitz
- 1. Okt. 2004 – 31. Mai 2013: Pfarrer Karl Müller (1938–2014), Leitender Pfarrer für die Pfarreien St. Johannes, St. Paul, St. Peter in der Seelsorgeeinheit Heidelberg-Süd
- seit 1. Okt. 2004: Pfarrer Kurt Faulhaber (Schönstatt-Diözesanpriester), Pfarrer für die Pfarreien St. Johannes, St. Paul, St. Peter in der Seelsorgeeinheit Heidelberg-Süd, seit dem 1. Juni 2013 Leitender Pfarrer der Seelsorgeeinheit
- 2004–2010: Kooperator Pater Bernhard Brinks SCJ (1946–2012)||
- Pfarrer im Ruhestand Ludwig Weiß ||
- seit November 2010: Pfarrer im Ruhestand Fritz Ullmer